# Звонко Милојевић
Звонко Милојевић (рођен 30. августа 1971. у Јагодини) је бивши српски фудбалски голман.

## Каријера
За први тим Црвене звезде дебитовао са 17 година и то у реванш мечу УЕФА купа Келн-Црвена звезда (3:0). Остаће упамћен и по томе што је бранио у вероватно најзначајнијем мечу српског клупског фудбала, Црвена звезда - Коло Коло (3:0), за титулу клупског првака света 1991. године у Токију.
По одласку из Звезде имао је понуде из Андерлехта и Порта, али се због проблема са папирима и дозволама, одлучио да оде у Андерлехт. У Андерлехту је био од 1997. до 2003. када прелази у Локерен. Након 21 године играчке каријере, у јулу 2007. одлучио је да заврши каријеру. Током каријере, Звонко је чак четири пута оперисао колена.
15. новембра 2007. је доживео несрећу на ауто-путу код немачког града Ахена, док је са оцем фудбалера Гронингена Горана Ловреа путовао из Белгије ка Србији. Незгода се догодила када је на Милојевићев Ауди А6 налетео камион и гурнуо га на шлепер који се налазио испред. Ловреов отац је прошао са лакшим повредама, док је Милојевић задобио прелом базе лобање, крварење у мозгу, прелом доњих екстремитета и прелом кичме. Био је 12 дана у коми и неколико пута оперисан. Још увек се опоравља у нади да ће поново проходати.
| „ | Говорили су ми да ћу да се храним на кашичицу, да ћу само лежати у кревету, нећу моћи да причам, да ако будем успео да седим то ће бити врх… Када би ме видели да сад возим аутомобил, поцепали би своје дипломе. | ” |

## Репрезентација
За репрезентацију СР Југославије је одиграо 10 утакмица. Дебитовао је 4. фебруара 1995. против Јужне Кореје (1:0) на Карлсберг купу у Хонгконгу, а последњи пут на голу „плавих“ стајао је 7. фебруара 1997. против Хонгконга (3:1), такође у Карлсберг купу.